# Хроніка Биховця

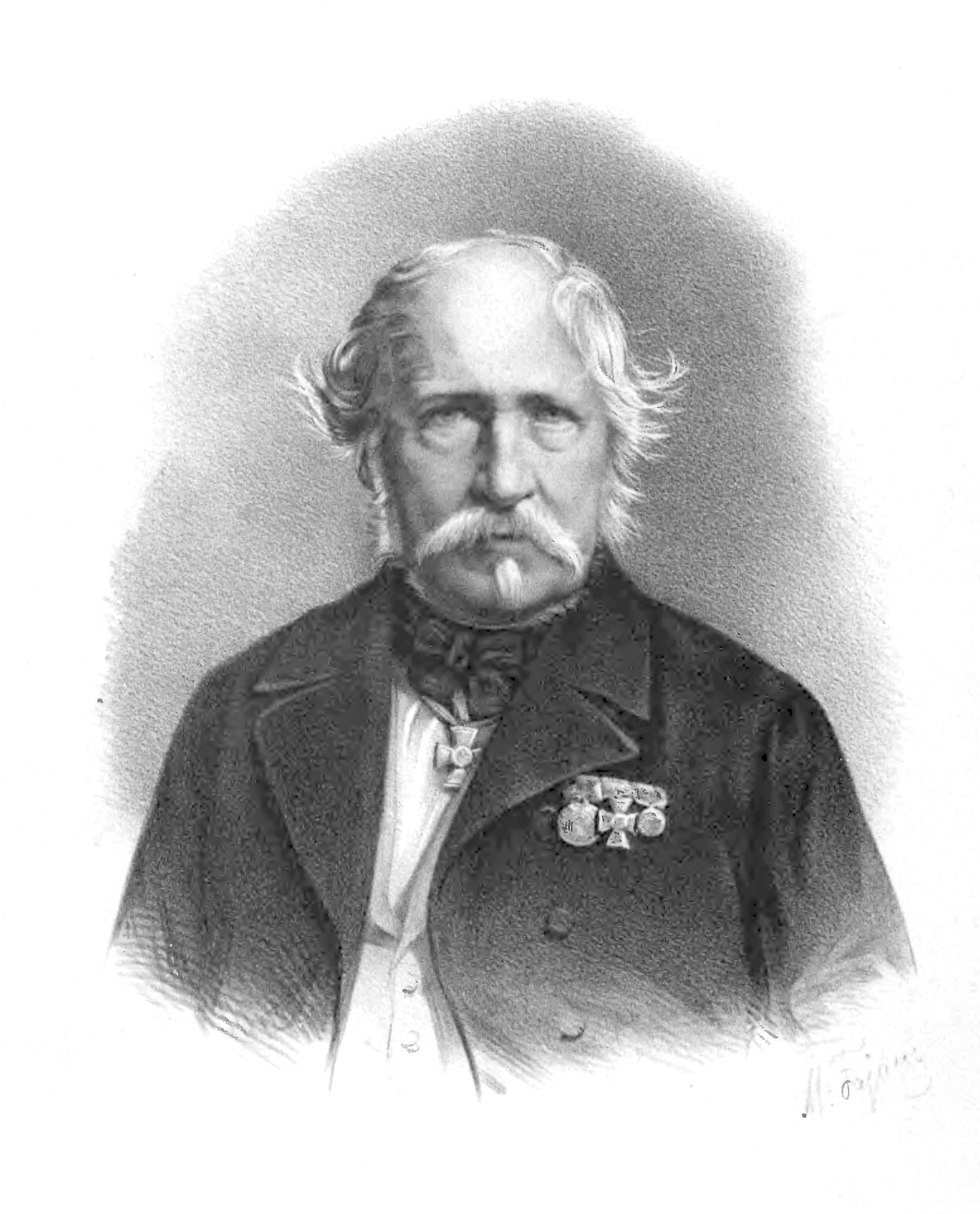
Теодор Нарбут

Хро́ніка Биховця́ — останній і найширший з трьох білорусько-литовських літописів XV—XVI ст. Праця є однією з перших спроб написати історію Великого князівства Литовського.
«Хроніка» починається з вигаданого міфу про заснування Литви римським князем Палемоном і правління його нащадків, але далі містяться цінні відомості про події у Великому князівстві Литовському та сусідніх державах з сер. XIII ст. і до 1506 року. З огляду на те, що до складу ВКЛ протягом століть входили Білорусь і майже вся Україна, у хроніці є унікальні дані з історії білоруського та українського народів.
Оригінал праці не зберігся, але відомо, що він був написаний кирилицею у XVI ст. розмовною старобілоруською мовою. Текст твору відомий завдяки втраченому рукопису, що датується XVII ст. і який був переписаний з оригіналу польською транскрипцією старобілоруської мови.
На думку українського дослідника Миколи Жарких, з Хроніки Биховця починається історія компілятивних творів Великого князівства Литовського, а сама праця стоїть на межі традиційного «литовського» літопису і пізніших повнорозмірних компіляцій.

## Історія виявлення та питання автентичності
Рукопис виявив у бібліотеці поміщика Олександра Биховця (маєток Мотялівці, Волковиського повіту Гродненської губернії) вчитель
Віленської гімназії Іполіт Клімашевський, який у 1830 надрукував невеликий уривок історичного документа. У 1834 Олександр Биховець передав рукопис відомому історику Литви Теодору Нарбуту, який широко використовував джерело у своїй праці «Давня історія литовського народу», а в 1846 надрукував під назвою «Хроніка Биховця». Після публікації рукопис зник. Відсутність першоджерела і та обставина, що Нарбут іноді робив посилання на неіснуючі джерела, дало підґрунтя для підозри, що документ є фальшивкою і його автором є сам Нарбут. Втім, наявність публікації Клімашевського та свідчення Олександра Бихівця спростовують версію підробки і нині фахівці не мають сумнівів щодо її автентичності.
Чимало нарікань у дослідників викликає назва документу на честь Олександра Биховця, який просто був її останнім власником і майже ніяк не був причетний до її дослідження чи оприлюднення.

## Опис та мова документа
Документ був знайдений з нестачею ряду аркушів: він не має початку і кінцівки. Радянський академік Михайло Тихомиров приблизно оцінив втрати на початку в кілька сторінок — це з'ясувалося шляхом порівняння «Хроніки Биховця» з «Хронікою Стрийковського», які тут збігаються майже дослівно. Скільки бракує сторінок в кінці, визначити складніше. Нарбут описав знайдений рукопис і нам відомо, що він складався зі 159 сторінок тексту, а 160-та була чистою. На звороті останнього аркуша було написано польською: «Хроніка литовська з руської перекладена польською», хоча це був не переклад, а лише передача тексту у польській транскрипції — первинно праця була написана старобілоруською мовою.
Деякі дослідники (Теодор Нарбут, Ян Якубовський) у тексті хроніки вбачали вплив української мови і наявність українських виразів, що наводило їх на думку, що один з оповідачів хроніки міг бути родом з півдня нинішньої Білорусі (Пінщина) чи навіть Волині. Литовський доктор історичних наук Мечислав Ючас звернув увагу, що у «Хроніці» немає полонізмів і її мова типова для першої половини XVI ст.
Переписуючи текст хроніки латинськими літерами, писець не дотримувався певної системи і передавав одну й ту саму літеру оригінального тексту кількома варіантами-літерами латинського алфавіту. Наприклад, сполучник «і» він передавав завжди латинською літерою «y» (ігрек), але якщо та ж літера «і» трапляється всередині іншого слова, то вона частіше передається літерою «i», але іноді і «у»; літера «и» також передавалася як «у», а літера «й» теж двома варіантами — «i» і «у». Тому дослідникам-філологам інколи важко визначити, яка саме літера кирилиці стояла у певному місці.
Теодор Нарбут залишив два різних описи сторінок рукопису: у 1838 році він зазначив, що на одних аркушах книжковий знак у вигляді риби в красивій рамці, а на інших — коло, розділене на чотири частини, але у 1846 вже написав, що на одній стороні листа зображений карась, а над ним літери GG. Подібні знаки використовувалися на папері інших документів 70-х років XVI ст., з чого деякі дослідники датують переписаний документ саме цим періодом.

## Огляд змісту
51°53′30″ пн. ш. 26°51′30″ сх. д. / 51.89167° пн. ш. 26.85833° сх. д.

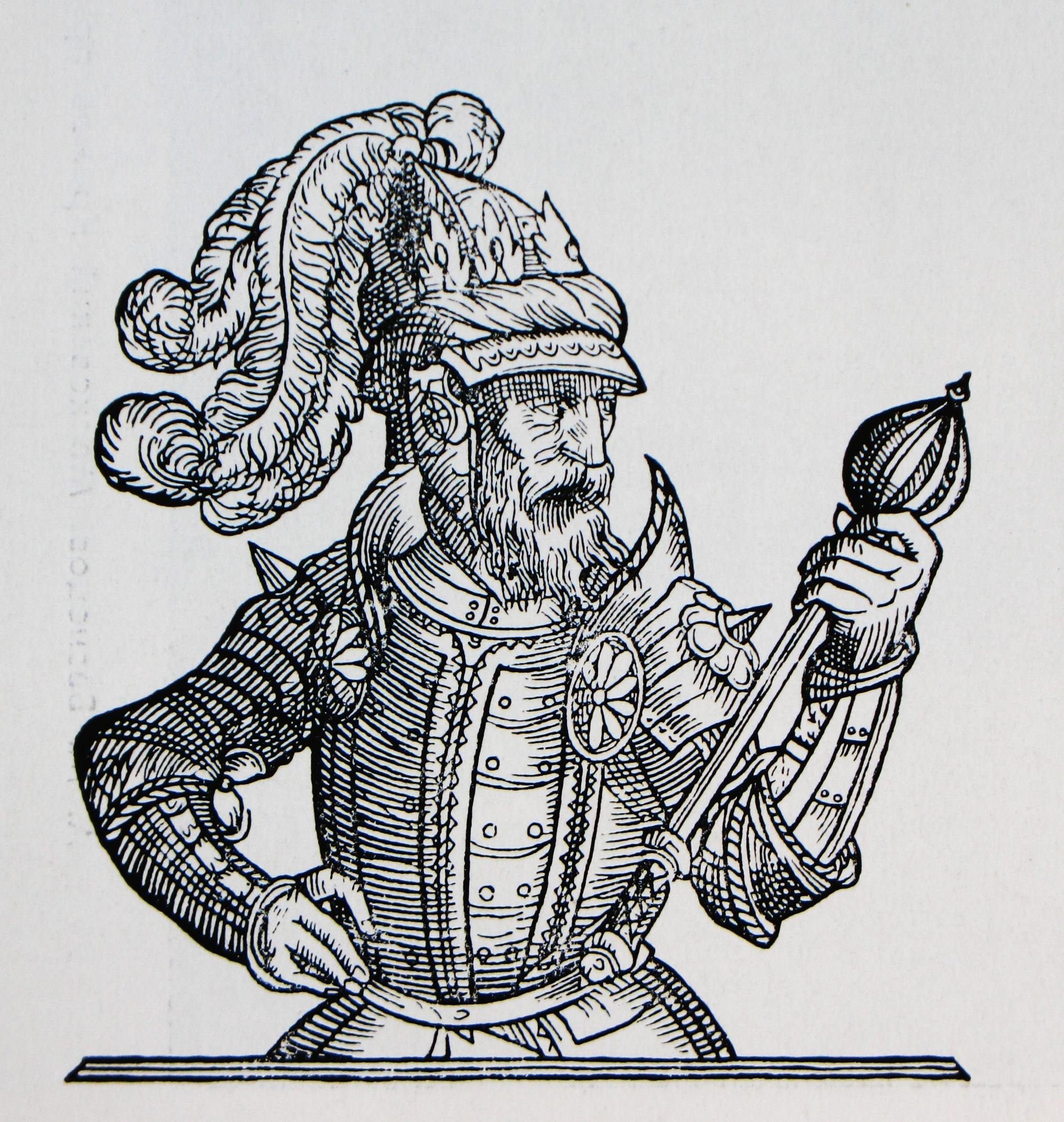
Ольгерд, Великий князь Литовський. Гравюра італійського хроніка (1578)

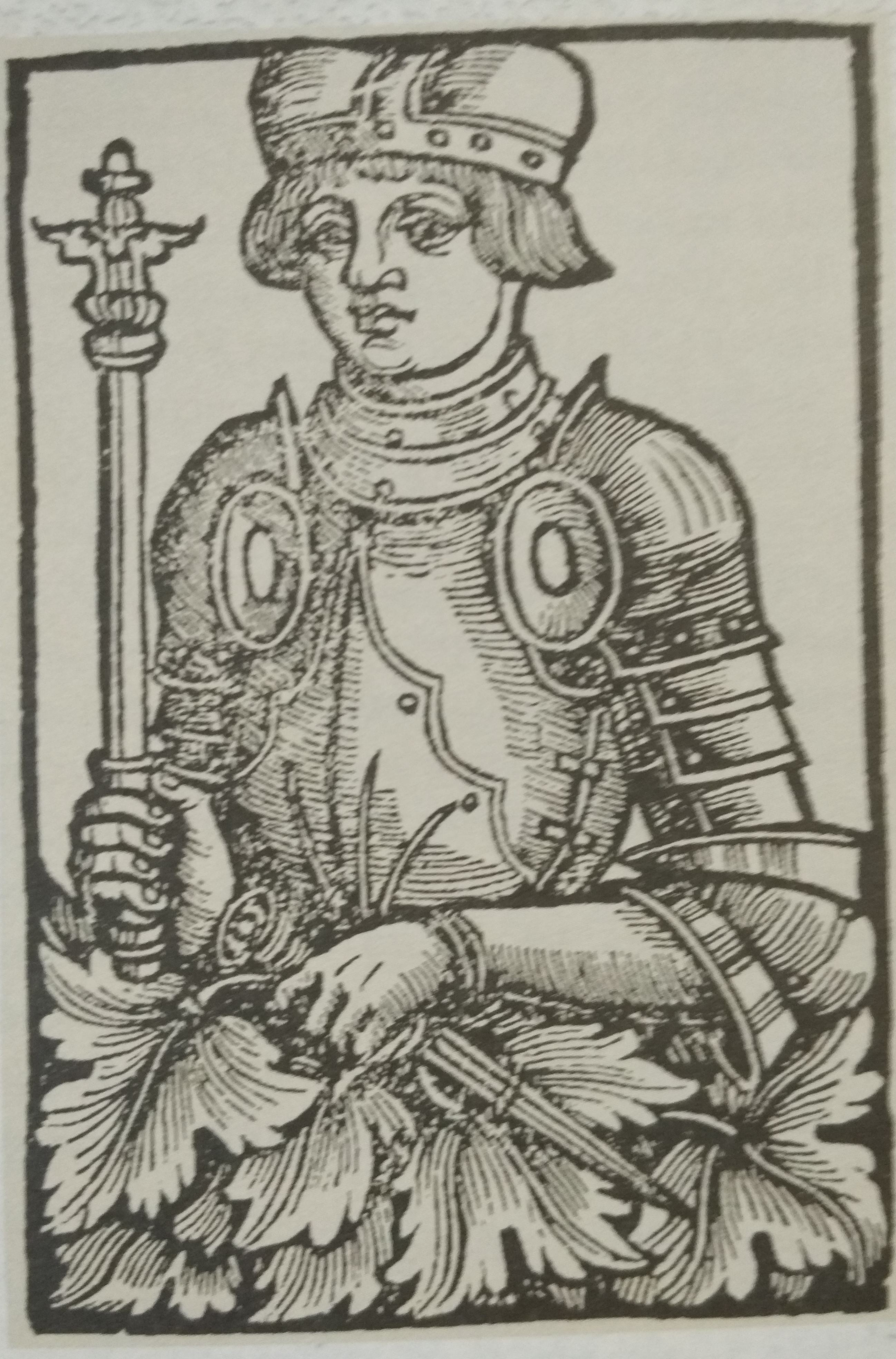
Семен Михайлович Олелькович-Слуцький, Гравюра з твору Б. Папроцкага «Гняздо цноти» (1578)

Хроніка складається з серії повістей, написаних у різний час і розташованих у хронологічній послідовності.
Перша частина рукопису починається з вигаданих подій 401 року н. е., коли гунни під проводом Атіли нападають на Римську імперію і беруть в облогу місто Аквілею. Частина мешканців міста на чолі з князем Палемоном спочатку тікає у Венецію, а звідти морем, огинаючи Францію і Данію, пливе до річки Німан, на берегах якої втікачі вирішують оселитися і дають тим землям нові назви — Жемайтія і Литва. Далі оповідь повідомляє про вигаданих правителів древньої Литви Палемоновичів, виводить походження князя Міндовга від одного з нащадків Палемона і розповідає про початок завоювання руських земель останніми Палемоновичами ще до появи на Русі татаро-монголів у сер. XIII ст. Джерелами першої частини виступають народні оповіді про походи Литви на Русь, місцеві повідомлення і відверті видумки автора, але основний текст міфу про вигаданого князя Палемона взятий з т. зв. Заславського літопису, який до нашого часу не зберігся.
Перша частина містить вставки про період від Міндовга до Гедиміна — ці відомості взяті з Волинського короткого, Супральського, Галицько-Волинського та інших невідомих нам літописів — окрім іншого, з цих літописів було запозичено сумнівний сюжет про захоплення Києва князем Гедиміном.
Друга частина — «Похвала про Великого князя Вітовта», містить цінні відомості про події з історії Великого князівства Литовського і Польського королівства XIV — сер. XV ст., які висвітлюють державотворчу діяльність великого князя Вітовта і короля Ягайла, їх міжусобну боротьбу за владу, війни Литви з Польщею, Тевтонським орденом, Золотою Ордою, Кримським ханством та участь у цих подіях представників українського народу. Докладність описів дає можливість припускати, що оповідачі самі були очевидцями подій.
«Похвала про Великого князя Вітовта» просякнута ідеями національно-політичної незалежності та патріотизму литовської держави. Також вона містить вставки про інших литовських князів. Зокрема, в оповіді «Про Подільську землю» описано прихід на Поділля у сер. XIV ст. князів-Коріятовичів. Окрім того, є вставки-оповіді про великих князів Кейстута і Ольгерда, проникнення католицької віри у Литву, похід Ольгерда на Москву.
Третя частина «Хроніки» (з сер. XV ст. і до 1506) спочатку розповідає про наступних після Вітовта правителів Литви Сигізмунда (1432—1440) і Казимира IV (1440—1492) — в основному, ці відомості взяті з праць Яна Длугоша і Мартіна Кромера. Події від 1453 і до 1486 описані у вигляді коротких записів. Правління Сигізмунда характеризується боротьбою учасників пани-ради, куди входили руські вельможі, за вплив на політичні процеси у ВКЛ: спочатку це була громадянська війна (1432—1438), згодом була організована змова і вбивство Сигізмунда у 1440. Однак змовники, зокрема князі Іван та Олександр Чорторийські не засуджуються, а навіть виправдовуються літописцем.
Особлива увага у творі приділена трьом литовським сімействам: князям Гольшанським, Слуцьким (Олельковичам) і панам Гаштовтам, які мали міцні родинні зв'язки між собою і у другій половині XV — початку XVI століттях визначали внутрішню і зовнішню політику Литовської держави. Акцентується увага на їх родинних зв'язках з Гедиміновичами Ягайлом і Вітовтом. Також згадуються правителі автономного Київського князівства: спочатку це були князі Гольшанські (1397—1432), а потім їх наступниками стали Олельковичі (1443—1470), про яких записана серія коротких некрологів, яка обривається під 1471 роком. Втім, літописець не виказує особливих симпатій до Олельковичів: хоча вони були нащадками Гедиміна, він не розглядає їх як претендентів на литовський великокняжий стіл, окрім того, не підтримує їх претензії на спадкове володіння Київським князівством.
Кінцевий розділ праці схожий на мемуари і розповідає про правління великого князя Олександра Ягеллончика (1492—1506), його дипломатію та війну з Московським князівством. Лише учасник подій міг докладно описати воєнні дії під Смоленськом і відзначити заслуги Станіслава Кішки та Костянтина Острожського. Також дуже детально описується битва над Ведрошею (1500).
Після цього літопис розповідає про війну Литви з кримськими татарами 1501—1506 років. У цій частині детально описана битва під Слуцьком під проводом князя Семена Михайловича проти татар. Рукопис закінчується незавершеним описом розгрому татарської армії під Клецьком в 1506. Після чого слідує обіцянка автора розповісти ще багато чудового… 

## Аналіз «Хроніки»
Виявлений Іполітом Клімашевським документ, згідно описів Теодора Нарбута, датується кін. XVI — поч. XVII ст., однак авторство, місце і час написання самого твору залишається предметом дискусій і висуваються різні версії.

### Автори і місце написання
Більшість дослідників вважає, що у «Хроніки» було кілька авторів, які писали у різний час. Так, Едвардас Ґудавічус і Мечислав Ючас відмічають, що автор, який писав про події 1440—1453, захоплювався родиною панів Гаштовтів, і вважають, що він був особою, наближеною до Великого канцлера литовського Альбрехта Гаштольда в 1520-х. Інший розділ більше прославляє князів Гольшанських і ставить їх на один рівень з Гедиміновичами, що може вказувати на іншого автора. Фрагмент про загибель францісканців може вказувати на вплив єпископа Павла Гольшанського і датуватися 1530-тими.
Висувалися різні здогади щодо того, ким міг бути автор останньої частини (події 1492—1506), але головною і найбільш обґрунтованою є версія Володимира Пашуто і Миколи Улащика, що цей автор був родом із західної або південно-західної Білорусі, районів міст Новогрудок—Слуцьк. Вони звернули увагу, що в тексті «Хроніки» є спроба показати Новогрудок як столицю незалежного князівства, а походження литовських князів вивести з новогрудської лінії. На їх думку, подібне возвеличення Новогрудка потрібно насамперед вихідцю з цього міста. Окрім того, з тексту видно, що автор добре орієнтується в цій місцевості, називає навколишні села і досить точно вказує відстані між основними містами.
Микола Улащик впевнений, що останній автор сам був шляхтичем і наближеним до великих феодалів — у своїх оповідях він часто і енергійно прославляє литовську шляхту та великих феодалів зокрема. «Підтримує» загальне невдоволення шляхти, коли великі князі литовські намагаються наблизити до себе представників незнатних і простих людей, підкреслює, що Литва не повинна стати «мужицькою» державою. Як шляхтич, він особисто брав участь у походах проти татар 1502 і 1506 років. В поході 1502 року він у дрібних деталях описує дії слуцького князя Семена Михайловича і дуже точно називає дату його смерті у 1504, що говорить про те, що він був наближеним князя.
Також Микола Улащик зазначає, що значна увага останнього автора зосереджена на перехрещуванні великих князів Ягайла і Витовта з православ'я у католицтво — він прямо пише, що Ягайло погодився прийняти «їх латинську віру» і явно симпатизує іншим Гедиміновичам, які залишилися православними. Це однозначно вказує на те, що автор сам був православним.

### Час укладання остаточної редакції
- Литовський професор історії Едвардас Ґудавічус був переконаний, що працю було створено у пер. пол. 20-х рр. XVI ст.[24]
- Українська кандидатка історичних наук Олена Русина вважає, що твір був написаний у пер. третині XVI ст.[4]
- Литовські доктори наук Надежда Морозова та Мечислав Ючас звертають увагу, що у тексті згадується місце загибелі 14-ти францисканців, перших проповідників католицької віри у Вільнюсі і Литві, де у 1543 була побудована каплиця. Проте в тексті згадується місце, а не каплиця, тому вони датують створення хроніки у 1542—1543 роках.[25][2]
- Український дослідник Микола Жарких впевнений, що при написанні праці використовувалася Хроніка Мартіна Кромера[en] (1555), тому вважає, що «Хроніку Биховця» не могли написати раніше 1555 року, і стверджує, що вона написана в 1560-х рр.[9]
- Радянські доктори історичних наук (Володимир Пашуто, Микола Улащик, Михайло Приселков) визначали період створення твору між 1550 і 1565[g] роками.[3]

### Критика
Першу частину рукопису дослідники часто називають «баснословною» і не вважають, що вона має якусь історичну основу, її порівнюють з типовими фольклорними літописними історіями про заснування нової держави трьома Рюриковичами або трьома Києвичами. Втім, далі містяться цінні відомості про події у Великому князівстві Литовському та сусідніх державах з сер. XIII ст. і до 1506 року.
Значним недоліком «Хроніки» є свідома відмова автора від точного датування — при відліку часу між деякими подіями автор інколи просто додає символічні 3 або 7 років, або при переході від однієї теми до іншої ще інколи вживаються вирази «па zimu», «па druhuiu zimu», «па druhoie Ieto», «tohoz hodu», «potom», «po malom czasu» за якими може ховатися період кількох років чи навіть десятиліття — внаслідок цього хронологія і навіть послідовність викладу подій твору інколи є помилковою, а деякі події є сплутаними. Наприклад, Грюнвальдська битва (1410) записана під 1412, дата останнього одруження короля Ягайла (1422) зміщується на 1401; хрещення аукшайтів (1387), повстання у Жемайтії (1409) і Городельська унія (1413) слідують у зворотному порядку… Не зважаючи на особливий інтерес автора до князя Вітовта, у хроніці сплуталися три його військові кампанії (1406, 1413, 1428) проти Пскова та Новгорода і подаються як одна війна, і таких прикладів ще чимало…
Автор плутає імена дітей князів Ольгерда і Кейструта, та ін. Також твір містить багато необ'єктивних розповідей про походження різних знатних литовських прізвищ. У праці можна помітити свідоме зображення литовських полководців і литовського війська, як єдиних переможців Грюнвальдської битви, підкреслення і наголошення на незалежності Литви і політичній самостійності великого князя Вітовта — таким чином автор намагається протистояти польським хроністам XVI ст., які, навпаки, завжди вказують, що Вітовт — лише намісник Ягайла у Литві.
Проте, не зважаючи на неточності, «Хроніка» є цінним джерелом відомостей про українські землі, що були включені до складу ВКЛ, вона дає можливість простежити, як зі змінами в правовому, політичному, і міжнаціональному становищі Литви відбувалися відповідні зміни і на українських теренах; а нотатки сучасника про 1492—1506 роки вважаються найкращими не тільки в самій «Хроніці», але й в усіх литовських літописах, оскільки є найповнішими і найточнішими відомостями про цей період.

### Заславський літопис
Як було зазначено, кілька перших сторінок «Хроніки Биховця», які стосуються розповіді про князя Палемона, є втраченими, і їх текст беруть з «Хроніки Стрийковського», яка тут з «Хронікою Биховця» збігається майже дослівно. З цієї причини у сер. XIX ст. деяким дослідникам (І. Клімашевський, Т.Нарбут, Ігнатій Данилович) здавалося, що «Хроніка Биховця» була джерелом для «Хроніки Стрийковського», однак, пізніше, більш ретельний аналіз показав, що це не так, а автори обох хронік взяли Легенду про князя Палемона та його нащадків з т. зв. Заславського літопису, який є повністю втраченим і до нас не дійшов.

## Видання
У Російській імперії «Хроніка» видавалася двічі: у 1846 Теодором Нарбутом і в 1907 у 17-тому томі «Повного зібрання руських літописів». При чому, серед всіх літописів «Хроніка Биховця» є найбільш повною, тобто найширшою за змістом. Ще двічі літопис передався у Радянському Союзі у 1966 і 1968.

### Книжки
- Teodor Narbutt. Pomniki do dziejów litewskich. — Wilno, 1846. — 91 с. (пол.)
- Полное собрание русских летописей. — Т. 17. — Санкт-Петербург, 1907.
- Хроника Быховца / Гол. ред. М. Тихомиров; Передмова, комент. та пер. М. Улащик. — М. : Наука, 1966. — 155 с. (рос.)
- Полное собрание русских летописей. Т.32.
  - Улащик М. М. Предисловие. «Хроника Быховца». — М. : Наука, 1968. — 5—8 с. (рос.)
  - Хроніка Биховця / Ред. Миколи Улащика. — М. : Наука, 1968. (латинська транскрипція) [Архівовано 19 вересня 2015 у Wayback Machine.]

## Зауваження
1. ↑  Відомості про самого І. Клімашевського обриваються після його участі у Польському постанні (1830—1831), під час якого він потрапив у полон і звідти втік з Російської імперії закордон[10]
2. ↑  Документ був зазначений у описі бібліотеки Нарбута у 1851, а його відсутність у архіві виявлена у 1864 після смерті дослідника
3. ↑  Михайло Тихомиров вважав, що весь рукопис складався з приблизно 190—200 сторінок
4. ↑  Згодом Казимир став єдиним співправителем Литви і Польщі
5. ↑  Ряд дослідників вважає, що мова йде про повстання Михайла Глинського
6. ↑  Версію про Слуцьк підтримує також Надежда Морозова[25]
7. ↑  У тексті згадуються Єйшишський і Гровжишський повіти, які були скасовані адміністративною реформою 1565—1566 років, отже праця написана раніше

### Довідники
- Биховця літопис // Українська радянська енциклопедія : у 12 т. / гол. ред. М. П. Бажан ; редкол.: О. К. Антонов та ін. — 2-ге вид. — К. : Головна редакція УРЕ, 1974–1985.
- Летописи // Энциклопедический словарь : в 86 т. (82 т. и 4 доп.). — СПб. : Ф. А. Брокгауз, И. А. Ефрон, 1890—1907. (рос.)
- Биховця хроніка // Енциклопедія історії України : у 10 т. / редкол.: В. А. Смолій (голова) та ін. ; Інститут історії України НАН України. — К. : Наукова думка, 2003. — Т. 1 : А — В. — 688 с. : іл. — ISBN 966-00-0734-5. (автор статті Русина О. В.) [Архівовано 17 жовтня 2017 у Wayback Machine.]
- І. Ф. Сидорова. Літопис Биховця // Юридична енциклопедія : [у 6 т.] / ред. кол.: Ю. С. Шемшученко (відп. ред.) [та ін.]. — К. : Українська енциклопедія ім. М. П. Бажана, 2004. — Т. 6 : Т — Я. — 768 с. — ISBN 966-7492-06-0. [Архівовано 17 листопада 2016 у Wayback Machine.]

### Книжки
- Жарких Микола. Дві традиції літописання Великого князівства Литовського. — Київ, 2016. — 467 с.
- Гудавичюс Э. Том I: С древнейших времен до 1569 года // История Литвы. Том I. — М : Фонд имени И. Д.Сытина, BALTRUS, 2005. — Т. 1. — 680 с. — ISBN 5-94953-029-2. (рос.)

### Статті
- Надежда Морозова. К вопросу о времени создания Хроники Быховца. — 2000. — Т. Slavistica Vilnensis, № 49 (2). — С. 137—141. (рос.)
- Оксана Юрченко . Дешифрування числових рядів Хроніки Биховця. — 2016. — Т. Історіографія, джерелознавство та спеціальні історичні дисципліни. — С. 77—82.
- М. А. Ючас. Хроника Быховца. — 1974. — Т. «Летописи и хроники. 1973 г.». (рос.)
- Mečislovas Jučas. Bychovco kronika. — 2002. — Т. Lietuvos metraščiai ir kronikos. — С. 86—126. (лит.)